# 一色 (中島美嘉の曲)
「一色」（ひといろ）とは、中島美嘉が「NANA starring MIKA NAKASHIMA」名義でリリースした20枚目のシングルである。

## 解説
- 前作の『NANA』に引き続き主演を務めた映画『NANA2』の主題歌。NANA starring MIKA NAKASHIMAとしてはラストシングルである。後に、NANA starring MIKA NAKASHIMAの最初で最後のアルバム『THE END』にもこのシングル曲やc/w曲が全て収録された。
- 作詞は「GLAMOROUS SKY」同様『NANA』原作者の矢沢あいが行った。作曲・プロデュースはTAKURO編曲・ギター・ベースは佐久間正英。

## 収録曲
（全作曲：TAKURO／全編曲：TAKURO、佐久間正英）
1. 一色
  - 作詞：矢沢あい
  - 東宝配給映画『NANA2』主題歌
2. 一色（Instrumental）
3. EYES FOR THE MOON
  - 作詞：TAKURO
  - 東宝配給映画『NANA2』劇中歌
4. EYES FOR THE MOON（Instrumental）

## 収録アルバム
- THE END (#1,3)
- TEARS (#1)